# Muhindo Nzangi
Muhindo Nzangi Butondo, né le 11 novembre 1980 à Kyavinyonge dans la province du Nord-Kivu (RDC), est un homme politique du Congo-Kinshasa et ministre de l'Enseignement supérieur et universitaire en 2021 et ministre d'État, ministre du développement rural en 2024.

## Biographie
Muhindo Nzangi est né le 11 novembre 1980 à Kyavinyonge dans le territoire de Beni, sur le rivage du lac Édouard,.
En 2006, Muhindo Nzangi est élu député provincial de la circonscription du territoire de Lubero dans la province du Nord Kivu.
En août 2013, Muhindo Nzangi est arrêté par l'Agence nationale de renseignements (ANR) puis condamné par la Cour suprême pour « atteinte à la sécurité de l'État » et « outrage au chef de l'État ».
Il est élu député national lors des élections de 2011 pour la circonscription de Butembo-ville. Muhindo Nzangi est réélu lors des élections de 2018 et rejoint le groupe MS-G7 d'Ensemble pour la République.
Muhindo Nzangi est ministre de l'Enseignement supérieur et universitaire depuis avril 2021 dans les gouvernements Lukonde I et II.
Ancien membre du parti Ensemble pour la République de Moïse Katumbi, Muhindo Nzangi crée, en juillet 2022, un parti politique nommé Action des volontaires pour la relève patriotique (AVRP). Il reste toutefois proche de Katumbi.
En décembre 2022, Moïse Katumbi annonce sa candidature à l'élection présidentielle prévue pour 2023. Katumbi annonce aussi le départ de son parti, Ensemble pour la République, de l'Union sacrée, la coalition parlementaire qui soutient le président Tshisekedi. Plusieurs ministres, membres d'Ensemble pour la République, quittent alors le gouvernement Lukonde mais Muhindo Nzangi préfère rester au gouvernement.
En janvier 2024, après publication des résultats provisoires des élections législatives du 20 décembre 2023, il est réélu député national de la ville de Goma.
En 29 mai 2024, il est nommé ministre d'État ministre du Développement rural.